# Ершово (Старожиловский район)
Ершово — деревня в Старожиловском районе Рязанской области России, административный центр Столпянского сельского поселения.

## География
Деревня расположена в 26 км на восток от райцентра посёлка Старожилово.

## История
В XIX — начале XX века деревня входила в состав Перевлесской волости Пронского уезда Рязанской губернии.
С 1929 года деревня являлось центром Ершовского сельсовета Старожиловского района Рязанского округа Московской области, с 1937 года — в составе Рязанской области, с 2005 года — центр Столпянского сельского поселения.

## Население
| 1859 | 2010 |
| ---- | ---- |
| 678  | ↘540 |

## Инфраструктура
В деревне имеются детский сад «Росинка», дом культуры, отделение связи.